# العلاقات البريطانية البيلاروسية
العلاقات البريطانية البيلاروسية هي العلاقات الثنائية التي تجمع بين المملكة المتحدة وروسيا البيضاء.

## مقارنة بين البلدين
هذه مقارنة عامة ومرجعية للدولتين:
| وجه المقارنة                                              | المملكة المتحدة                 | روسيا البيضاء                    |
| --------------------------------------------------------- | ------------------------------- | -------------------------------- |
| المساحة (كم2)                                             | 242.50 ألف                      | 207.60 ألف                       |
| عدد السكان (نسمة)                                         | 66.02 مليون                     | 9.50 مليون                       |
| الكثافة السكانية (ن./كم²)                                 | 272.25                          | 45.76                            |
| العاصمة                                                   | لندن                            | مينسك                            |
| اللغة الرسمية                                             | لغة إنجليزية، اللغة الويلزية    | اللغة البيلاروسية، اللغة الروسية |
| العملة                                                    | جنيه إسترليني                   | روبل بلاروسي                     |
| الناتج المحلي الإجمالي (بليون دولار)                      | 2.62 تريليون                    | 54.44 مليار                      |
| الناتج المحلي الإجمالي (تعادل القوة الشرائية) بليون دولار | 2.72 تريليون                    | 168.35 مليار                     |
| الناتج المحلي الإجمالي الاسمي للفرد دولار أمريكي          | 43.88 ألف                       | 5.74 ألف                         |
| الناتج المحلي الإجمالي للفرد دولار أمريكي                 | 40.23 ألف                       | 18.18 ألف                        |
| مؤشر التنمية البشرية                                      | 0.907                           | 0.798                            |
| رمز المكالمات الدولي                                      | +44                             | +375                             |
| رمز الإنترنت                                              | .uk، .gb                        | .by، .бел                        |
| المنطقة الزمنية                                           | توقيت غرينيتش، توقيت غرب أوروبا | ت ع م+03:00                      |

## مدن متوأمة
في ما يلي قائمة باتفاقيات التوأمة بين مدن بريطانية وبيلاروسية:
- ترتبط نوتنغهام مع مينسك باتفاقية توأمة منذ 1969.
- ترتبط ليمينغتون سبا مع غوميل باتفاقية توأمة منذ 1969.[17][17][17][17]
- ترتبط Maldon [الإنجليزية]‏ مع برست باتفاقية توأمة منذ 2 أبريل 2012.[18][19][20]
- ترتبط أبردين مع غوميل باتفاقية توأمة منذ 1955.

## منظمات دولية مشتركة
يشترك البلدان في عضوية مجموعة من المنظمات الدولية، منها:
| علم المنظمة | اسم المنظمة                               | تاريخ انضمام المملكة المتحدة | تاريخ انضمام روسيا البيضاء |
| ----------- | ----------------------------------------- | ---------------------------- | -------------------------- |
|             | اتفاقية السماوات المفتوحة                 | ?                            | ?                          |
|             | منظمة الأمن والتعاون في أوروبا            | 25 يونيو 1973                | 30 يناير 1992              |
|             | مؤسسة التمويل الدولية                     | 20 يوليو 1956                | 2 نوفمبر 1992              |
|             | منظمة حظر الأسلحة الكيميائية              | ?                            | ?                          |
|             | الأمم المتحدة                             | 24 أكتوبر 1945               | 24 أكتوبر 1945             |
|             | الاتحاد الدولي للاتصالات                  | 24 فبراير 1871               | 7 مايو 1947                |
|             | منظمة الشرطة الجنائية الدولية             | ?                            | ?                          |
|             | البنك الدولي للإنشاء والتعمير             | 27 ديسمبر 1945               | 10 يوليو 1992              |
|             | الاتحاد البريدي العالمي                   | ?                            | ?                          |
|             | المركز الدولي لتسوية المنازعات الاستشارية | 18 يناير 1967                | 9 أغسطس 1992               |
|             | وكالة ضمان الاستثمار متعدد الأطراف        | 12 أبريل 1988                | 3 ديسمبر 1992              |
|             | يونسكو                                    | 4 نوفمبر 1946                | 12 مايو 1954               |
|             | مجموعة الموردين النوويين                  | ?                            | ?                          |

## وصلات خارجية
- موقع وزارة الخارجية البريطانية
- موقع وزارة الخارجية البيلاروسية